# Otto Heinrich Pachmair
Otto Heinrich Pachmair (* vor 1606 in München; † 27. September 1634 vermutlich in Regensburg) war ein katholischer Geistlicher, Bischof von Almira und Weihbischof in Regensburg.

## Leben
Der gebürtige Münchener Pachmair (Bachmair) schloss 1598 das Jesuitengymnasium München (heute: Wilhelmsgymnasium München) ab. 1606 wurde er Pfarrer und Erzdechant in Donaustauf und 1612 in Ingolstadt zum Doktor der Theologie promoviert. Am 28. Juli 1622 wurde er zum Bischof von Almira (Theben) in der Phthiotis, Metropolitanbezirk Larisa in Thessalien, und Weihbischof in Regensburg ernannt. 1627 wurde er Kanonikus des Kollegiatstifts zur Alten Kapelle in Regensburg. Er starb 1634 und wurde im Regensburger Dom beigesetzt.
Nach Pachmairs Tod blieb das Weihbischofsamt mit Rücksicht auf den drohenden Bankrott des Hochstifts Regensburg zunächst vakant und wurde erst 1650 mit Sebastian Denich wieder besetzt.